# Султана (Калараш)
Султана (рум. Sultana) насеље је у Румунији у округу Калараш у општини Манастиреа. Oпштина се налази на надморској висини од 46 m.

## Становништво
Према подацима из 2002. године у насељу је живело 1197 становника, од којих су сви румунске националности.